# Dansk Industri: Fabrikation af Reb, Tovværk og Høstbindegarn
Dansk Industri: Fabrikation af Reb, Tovværk og Høstbindegarn er en dansk dokumentarisk optagelse fra 1920'erne.

## Handling
Landsforeningen Dansk Arbejdes propagandafilm under sloganet 'Køb danske frembringelser, landets velstand er folkets'. Optaget på Esbjerg Tovværkfabrik og viser de industrielle processer omkring fremstilling af reb, tovværk og høstbindegarn. Optagelsen er uden årstal og flere steder stærkt nedbrudt.